# Zosterops semperi
Zosterops semperi là một loài chim trong họ Zosteropidae.